# السيدة تختفي (فلم)
السيدة تختفي (بالإنجليزية: The Lady Vanishes) فيلم غموض وإثارة بريطاني لعام 1938، من إخراج ألفريد هيتشكوك وبطولة مارجريت لوكوود ومايكل ريدجريف. كتبه سيدني جيليات وفرانك لوندر، استنادًا إلى رواية عام 1936 «تدور العجلة The Wheel Spins» للكاتب إثيل لينا وايت. يدور الفيلم حول سائحة إنجليزية جميلة تسافر بالقطار، وتكتشف أن رفيقتها المسنة في السفر قد اختفت من القطار.
جذب هيتشكوك انتباه هوليوود بالفيلم وانتقل إلى هوليوود فور صدوره، على الرغم من أن أفلام المخرج الثلاثة السابقة كانت سيئة في شباك التذاكر، إلا أن «السيدة تختفي» كان ناجح على نطاق واسع.
صنف معهد الفيلم البريطاني فيلم «السيدة تختفي» في المرتبة الخامسة والثلاثين كأفضل فيلم بريطاني في القرن العشرين، وفي عام 2017، أظهر استطلاع للرأي شمل 150 ممثلًا ومخرجًا وكاتبًا ومنتجيًا ونقادًا لمجلة «تايم أوت» أن الفيلم احتل المرتبة 31 كأفضل فيلم بريطاني على الإطلاق. ان «السيدة تختفي» أحد أشهر أفلام هيتشكوك البريطانية، والأول من ثلاث روايات على الشاشة للكاتبة وايت حتى الآن.

## طاقم التمثيل
- مارجريت لوكوود: في دور إيريس هندرسون
- مايكل ريدجريف: في دور جيلبرت
- بول لوكاس: في دور دكتور هارتز
- ماي ويتي (دام): في دور ملكة جمال فروي
- سيسيل باركر: في دور السيد تودهانتر
- ليندن ترافرس: في دور السيدة تودهانتر
- نونتون واين: في دور كالديكوت
- باسل رادفورد: في دور المواثيق
- ماري كلير: في دور البارونة
- إميل بوريو: في دور مدير الفندق
- جوجي ويزارز: في دور بلانش
- سالي ستيوارت: في دور جولي
- فيليب ليفر: في دور سينيور دوبو
- سلمى فاز دياس: في دور سيجنورا دوبو
- كاثرين لاسي: في دور الراهبة
- جوزفين ويلسون: في دور مدام كومر
- تشارلز أوليفر: في دور ضابط
- كاثلين تريمين: في دور آنا[9]

## ملخص أحداث الفيلم
تقضي إيريس هندرسون (مارغريت لوكوود) إجازتها في ماندريكا، وهي دولة أوروبية صغيرة، وتقرر العودة إلى لندن، وقبل مغادرتها مباشرة، تلتقي بالسيدة المسنة فروي (السيدة ماي ويتي) وتصادقها، وهي مربية مسافرة على نفس القطار. تشارك إيريس والمسنة فروي نفس المقصورة، ويذهبون إلى عربة الطعام لتناول الشاي. بعد فترة وجيزة، لم تتمكن إيريس من تحديد مكان الآنسة فروي فحسب، بل لا يعترف أحد حتى برؤيتها. تقتنع إيريس بوجود مؤامرة، لكن الدكتور هارتز (بول لوكاس) يشير إلى أنها قد تكون متوهمًة بسبب إصابة لرأسها، أصابتها قبل ركوب القطار. يتعاطف مع قصتها الموسيقي جيلبرت (السير مايكل ريدغريف)، ويعملان معًا لحل اللغز.

## استقبال الفيلم
حقق الفيلم نجاحًا فوريًا حال صدوره في المملكة المتحدة، حيث أصبح الفيلم البريطاني الأكثر نجاحًا حتى ذلك التاريخ. كما نجح للغاية عندما تم افتتاحه في نيويورك. وصفت نشرة الفيلم الشهرية الفيلم، في مقالة عصرية، بأنه «خارج عن المألوف ومثير»، مشيدًة بإخراج هيتشكوك وطاقم العمل، وخاصة مايكل ريدجريف، وبول لوكاس، ودام/ ماي ويتي.
احتفظ الفيلم بشعبيته، ومنح جيمي راسل، في مراجعته لبي بي سي، الفيلم أربعة من أصل خمسة نجوم، واصفًا إياه بأنه «فيلم مثير متطور ببراعة، وقطعة ترفيهية ساحقة».
كتب مارك دوجويد على موقع تاريخ السينما البريطانية «بي اف آي سكرين أون لاين BFI Screenonline»: «الفيلم كان الأكثر جاذبيةً، وبالتأكيد الأكثر ذكاءً من أفلام هيتشكوك البريطانية، وهو موجود أيضاً ضمن أفضل أعماله الأمريكية». خص دوجيد شراكة الكتابة الشبابية بين فرانك لاندر وسيدني جيليات، مشيرًا إلى: «تنعم القصة بشخصيات رائعة والعديد من اللمسات الذكية والخيالية، ولا سيما غرور الركاب بدوافع أنانية لرفض التحقق من قصة إيريس، بالإضافة إلى الكيمياء بين البطلين، يحتوي الفيلم على بعض من أفضل أجزاء شخصية هيتشكوك».
منح الناقد السينمائي الأمريكي والمؤرخ ليونارد مالتين تقييم للفيلم مقداره أربعة من أصل أربعة نجوم في دليل الفيلم الخاص به وضم الفيلم إلى قائمته التي تضم 100 فيلم يجب مشاهدتها في القرن العشرين. وصفت صحيفة الغارديان الفيلم بأنه «أحد أعظم أفلام القطارات من العصر الذهبي لهذا النوع، ومنافس على لقب أفضل فيلم كوميدي تشويق على الإطلاق». غالبًا ما يُصنف الفيلم من بين أفضل الأفلام البريطانية على الإطلاق.
منح موقع الطماطم الفاسدة الفيلم تقييم مقداره 98% بناء على آراء 44 ناقد سينمائي، وكتب إجماع نقاد الموقع: «يقدم هذا الفيلم الرائع، أحد آخر أفلام ألفريد هيتشكوك البريطانية، لمحة مبكرة عن المخرج في أكثر أفلامه إمتاعًا».
منح موقع ميتاكريتيك الفيلم تقييم مقداره 98% بناء على آراء 17 ناقد سينمائي.

## الجوائز والتكريم
صنفت الصحيفة اليومية الأمريكية نيويورك تايمز «السيدة تختفي» كأفضل فيلم صدر عام 1938.
منحت دائرة نقاد السينما في نيويورك عام 1939 هيتشكوك جائزة أفضل إخراج، وكانت أول مرة يحصل فيها هيتشكوك على جائزة للإخراج.

## روابط خارجية
- السيدة تختفي على موقع IMDb (الإنجليزية)
- السيدة تختفي على موقع ميتاكريتيك (الإنجليزية)
- السيدة تختفي على موقع الموسوعة البريطانية (الإنجليزية)
- السيدة تختفي على موقع روتن توميتوز (الإنجليزية)
- السيدة تختفي على موقع نتفليكس (الإنجليزية)
- السيدة تختفي على موقع ألو سيني (الفرنسية)
- السيدة تختفي على موقع Turner Classic Movies (الإنجليزية)
- السيدة تختفي على موقع أول موفي (الإنجليزية)
- السيدة تختفي على موقع بوكس أوفيس موجو (الإنجليزية)
- السيدة تختفي على موقع فيلمافينيتي (الإسبانية)